# ガルバルディ
ガルバルディ (GALBALDY) は、「ガンダムシリーズ」に登場する架空の兵器。有人操縦式の人型機動兵器「モビルスーツ (MS)」のひとつ。シリーズ第1作として1979年に放送されたテレビアニメ『機動戦士ガンダム』から派生したメカニックデザイン企画『MS-X』で設定された。
作中の軍事勢力のひとつであるジオン公国軍が開発した局地戦用MSで、『機動戦士ガンダム』に登場するゲルググとギャンの特徴を兼ね備えた機体。両機のハイブリッド・タイプともいわれる。もともとは、全52話想定の『機動戦士ガンダム』各話のプランを記した「トミノメモ」に名称のみ存在した機体である。1985年放送の『機動戦士Ζガンダム』では、地球連邦軍の独自改修機であるガルバルディβ、翌1986年放送『機動戦士ガンダムΖΖ』では、ネオ・ジオン軍の改修機であるガズアルとガズエルが登場する。
本記事では、外伝作品などに登場するその他のバリエーション機についても解説する。

## ガルバルディα
メカニックデザインは大河原邦男。
ジオン軍の兵器開発計画「ペズン計画」にもとづいて開発された機体。ギャンとゲルググの中間的な外見であり、ギャンの後継機で統合整備計画の影響によりゲルググの生産ラインを流用したために外見が近似したとも、ゲルググの後継機でギャンの格闘戦能力を付加したものともいわれる。
格闘戦を主眼に置いて設計されている。陸戦用のA型は大気圏内での飛行を実現させるため、機体の軽量化やスラスターの大推力化、ゲルググ同様前腕部に熱核ジェット・エンジンが追加されるが、失敗に終わる。その後、宇宙戦用のB型が開発され、従来のMSを凌駕する運動性と機動性を実現する。しかし、その高性能ゆえにパイロットの肉体的な負担は大きく、限界性能を引き出せず、従来機と変わらぬ性能しか発揮できずに終わる。
当初の名称は「ガルバルディ」で、一年戦争終結間際に試作機がロールアウトするが、戦後に連邦軍によって接収され、改修型が開発される。この改修型を「ガルバルディβ」と呼称したため、本機は区別のために「ガルバルディα」と呼ばれるようになったという。
武装
スペックにビーム・サーベルとビーム・ライフルが記されている資料もあるが、詳細は不明。
カラーリング
書籍『MS大全集』シリーズでは、濃淡グリーンを基調に一部濃淡グレーの塗装のカラー画稿が掲載されているが、これは書籍『ENTERTAINMENT BIBLE』シリーズが初出であり、『MS-X』では濃淡グリーンの部分がグリーンとオレンジになっており、一部塗り分けも異なる。『コミックボンボン』での『MS-X』初公開時には、シャア・アズナブル専用機のような赤を基調としたイラストが掲載されたが、後頭部のトサカ状のパーツがなく、くちばしに当たる部分の形状も異なっていた。
『ZEONOGRAPHY』で立体化された際には、一部の塗り分けが異なるものの『MS-X』版に準じた塗装の2種類が発売された。
作中での活躍
「トミノメモ」では、1箇所だけ「ガリアブ」という名称で表記されている。シャア・アズナブルや部下のパッカデリアらが搭乗し、エルメスの護衛にあたったとされる。なお、パッカデリアの名は『MS大全集』シリーズの本機のパイロットの項目にも記載されている。
勁文社のゲームブック『機動戦士ガンダム 最期の赤い彗星』では、ア・バオア・クーを脱出したシャアを追撃するトワニングが搭乗し、シャアと一騎討ちをおこなう。
「模型情報」誌上のメカニックデザイン企画『F.M.S.』（福地モビルスーツステーション）では、MS開発部門の技術者らとともにズワール型高速巡洋艦「ガールアウス」に乗せられ、アクシズへ移送される本機が描かれている。
漫画『機動戦士ガンダム ギレン暗殺計画』では、元ペズン計画のテスト・パイロットで親衛隊に配属されたフィーリウス・ストリームが搭乗する。宇宙世紀0079年12月31日、サイド3コロニー「ズム・シティ」内部で蜂起した首都防衛大隊のランス・ガーフィールドが搭乗するグフ・カスタムと一騎討ちの死闘の末にほぼ相討ちとなるが、本機のパイロットは無事であった。塗装は『MS-X』版のグリーン系で、頭頂部にブレード・アンテナを装備し、ギャン用のビーム・サーベルを携行する。
矢立文庫のWeb企画『アナハイム・ラボラトリー・ログ』第2話では、高機動型ガルバルディαとともに1機が登場。B型をベースにアクシズで現地改修された機体で、ゲルググB型のバックパックに換装されているとされるが、外観は通常のままである。塗装は『ENTERTAINMENT BIBLE』版で、ゲルググ用のビーム・ライフルを携行する。
備考
模型化のための試作見本が作られているが、その頭部にはヘッドカバーが装備されている。現在入手できる設定画には描かれていない。

### 高機動型ガルバルディα
矢立文庫のウェブ企画『アナハイム・ラボラトリー・ログ』第2話に登場。メカニックデザインは夏元雅人。
アクシズに移送されたガルバルディαの空間戦特化型。ゲルググ高機動型 R型と同規格の脚部に換装し、バックパックも変更することで機動性が向上している。武装はゲルググJ用のビーム・マシンガンと、ギャン用のビーム・サーベルおよびシールドを携行する。
宇宙世紀0084年、アクシズから月面のアナハイム・エレクトロニクス (AE) 社へドワス改が移送される際に1機が通常型のガルバルディαとともに護衛を担当し、ドワス改とともにティターンズの重巡洋艦「アル・ギザ」所属のMS部隊と交戦する。ジム・スナイパーIIの攻撃で通常型は大破するが、高機動型はペイルライダーDIIの両腕を切断して戦闘不能に追い込む。

### ガルバルディα（サンダーボルト版）
漫画『機動戦士ガンダム サンダーボルト』に登場する。
『サンダーボルト』に登場する機体と同じく、関節へのシーリング処理や大型バックパックやサブアームの追加装備が施されている。
サブアームやシールドといった一部装備をゲルググから流用しており、ランドセルの大型バックパックもゲルググに装備された大型バックパックのマイナーチェンジモデルを装備している。

## ガルバルディβ
宇宙世紀0087年を舞台とする『機動戦士Ζガンダム』に登場。メカニックデザインは永野護。ガルバルディαのデザインを見せてもらい、それを基にゲルググのイメージを残しつつデザインしている。科学考証担当とのミーティングで、たった7年ではMSの世界にさほど大きな進歩は見られないだろうという結論に至り、スポンサーを安心させる意味も含め、監督の富野由悠季の意見も入れてオーソドックスなデザインにまとめられた。永野としては前作のイメージを残してデザインしたつもりだったが、それでも周囲からの反発は強く、「これはMSじゃない」｢ジオンのMSがこんなに細いわけがない｣などと言われたという。富野の頑張りにより何とかデザイン的な許可はもらえたが、それでもスタッフや制作会社、およびスポンサーなど社外の人間たちからの突き上げにより、ガンダムMk-IIとハイザックというより強く前作のイメージを継承するMSを2体出すという形に落ち着いた。
劇中では単にガルバルディもしくはガルバルと呼ばれる。
一年戦争終結後の厳しい財政事情の中、新型機の開発費を捻出できない地球連邦軍は、消耗した戦力の立て直しを図るため、接収した旧ジオン軍のMSを積極的に活用する。その中にはマイナーチェンジが施されたり、より大掛かりな改修により「後継機」と呼べるような機体が開発されたものもある。本機はそういったMSの代表とも言える存在であり、ベースとなったのはジオン軍がガルバルディ（A型）の外装を全面的に再設計し軽量化した改修型で（B型であるともいわれる）、戦後に連邦軍が改修・量産している。旧ジオン軍の機体であることから、一部のパイロットには拒否反応があったといわれる。
装甲材や推進エンジンの改良によって性能が向上しているが、基本設計は原型機からまったく変わっていないという。試作機は宇宙世紀0083年にロールアウトし、翌年から制式に量産化されている。0085年以降の全天周囲モニター・リニアシートの導入によりパイロットへの負荷が軽減され、運用上の性能は当時の新型機であるマラサイに匹敵するともいわれる。その反面、操縦は難しく、当初は一部のエース・パイロットのみに配備されている。その後はおもにグラナダやルナツーといった連邦軍の各部隊に多数配備され、高機能を発揮。多くのパイロットから使い勝手が良いとの評価を得ている。
コックピット・ハッチは左胸にあり、搭乗時は前方にせり出す。頭頂部には信号弾の射出装置が内装されており、使用時には装甲がスライドする。2種類の信号弾を5発ずつ装填。頭部メイン・カメラには十字が入っており、劇中では左右のみならず上下にも多少動いている。
武装
ビーム・ライフル
ゲルググのものと同型だが、ストックの形状と照準器の配置が異なる。またゲルググと異なりEパック式で、グリップにEパックを内装する。照準器は高性能なものに交換されている。リック・ディアスも使用している。
ビーム・サーベル
テレビ版と劇場版で装備部位が異なる。テレビ版第7話では抜刀直前に右肩ブロックの装甲カバーが開くが（ガンダムMk-IIのバルカン砲による損傷の可能性もある）、ビーム・サーベルはバックパック上面左側から射出されたものを右手で掴んでおり、当時のプラモデル（1/100スケール）付属説明書でもバックパックに内装されるとしている。劇場版『星を継ぐ者』では同様のシーンが新規に描き起こされたが、その際にカバーが開いた右肩ブロックから右手で抜刀する形に変更された。劇場版公開後に発売されたHGUCのプラモデルでは後者に準じ、両肩のブロックに内装されている。
シールド
約半分のサイズに伸縮可能で、マウント・ラッチを中心に180度回転する。裏側にミサイルを2発内蔵している。
劇中での活躍
テレビ版『Ζ』第3話で初登場。連邦軍のサラミス改級巡洋艦「ボスニア」所属のライラ・ミラ・ライラ率いるMS隊によって4機が運用される。エゥーゴの強襲巡洋艦「アーガマ」およびサラミス改級巡洋艦「モンブラン」を襲撃するが、エデー機がクワトロ・バジーナの搭乗するリック・ディアスに撃破され撤退。第4話でのティターンズの巡洋艦「アレキサンドリア」と「アーガマ」らとの戦闘にも3機で介入。第6話では、ジェリド・メサ率いるハイザック隊との共同作戦により「モンブラン」を撃沈。第7話では、サイド1・30バンチコロニー近傍でカミーユ・ビダンが搭乗するガンダムMk-IIと交戦、1機が頭部を破壊され、ライラ機は撃破される。第8話では、残された1機にライラの仇討ちに燃えるジェリドが搭乗し、月面でガンダムMk-IIを追い詰めるが、クワトロの援護により撤退する。その後、パプテマス・シロッコ指揮下のドゴス・ギアにも配備される。
劇場版『機動戦士Ζガンダム A New Translation -星を継ぐ者-』では、「ボスニア」はティターンズ所属となっており、ライラが搭乗する1機のみが登場。エゥーゴのジャブロー降下作戦阻止にも参加し、バリュート装備で出撃、テレビ版同様ガンダムMk-IIに撃破される。
漫画『機動戦士Ζガンダム Define』でも「ボスニア」はティターンズ所属で、ライラ機は機体番号 "07" とされる。ジェリドのハイザックとともに4機が「モンブラン」を襲撃するが、エデー（同作品では「エディ」と表記）機のほかにジャスティン機も撃破されている。直後の「アーガマ」襲撃の際にライラ機はガンダムMk-IIに撃破されるが、機体番号 "18" のアイバー機は生還している。その後は登場しない。
漫画『機動戦士ガンダム エコール・デュ・シエル』では、宇宙世紀0086年に連邦軍のフェド中尉の搭乗する機体が「海賊」に所属するアスナ・エルマリートのザクII F2型のトリモチによって鹵獲される。アスナを欺くことによってフェドは脱走し本機を取り戻すが、アスナ機に四肢を破壊されて宇宙を漂流する。
『ガンダム Gのレコンギスタ』では、他の旧型MSとともに退色した姿でキャピタル・ガード養成学校のライブラリーに展示されている。

### ガルバルディβ（フィーリウス・ストリーム機）
漫画『機動戦士ガンダム MSV-R ジョニー・ライデンの帰還』に登場、0090年に連邦軍ペガサス級強襲揚陸艦「ブランリヴァル」の直掩の隊長機としてフィーリウス・ストリームが搭乗。青と白を基調に塗装され、左肩にはランス・ガーフィールドから受け継いだ「薔薇」のマークが描かれている（ただし図案は異なり、"Blaue Rosen" と記されている）。AE社に眠っていたガンダム試作4号機（ガーベラ）のパーツを転用しており、パックパックおよびロング・レンジ・ライフル、シールドは同型のものを装備・携行する。

### 高機動型ガルバルディβ
雑誌企画『ADVANCE OF Ζ ティターンズの旗のもとに』に登場（型式番号：RMS-117）。メカニックデザインは藤岡建機。「ガルバルディβ高機動型」とも呼ばれる。
宇宙世紀0080年代中盤に入って旧式化していたβを、大規模な改修を行わずに強化する案で製造された機体。胸部に増加装甲、偏向板を兼ねる小型スラスターユニット2基を装備する。これはプロトタイプアッシマーTR-3［キハール］のユニットを小型化したもので、自由に可動することで姿勢制御を行う。エネルギーパックやマガジンなどを取り付けられるラッチが左右1基ずつ設けられ、駐機時には折りたたむことができる。バックパックには高機動ブースター・ポッドを装備する。T3部隊共通の強化型ジェネレーターを内蔵し、アームを介してバックパックの増加装甲に接続する。これによってガンダムTR-1［ヘイズル改］のものと同様の可動領域を確保している。通常はカバーパーツを装着しているが、カバーを外して露出するマウントラッチにはさまざまな装備を接続することが可能である。ガンダムTR-1［ヘイズル］と同型のシールド・ブースター2基を装備する際には強化型ラッチを介して接続する。またハイザック・キャノンと同型のキャノン砲ユニットとミサイル・ポッドを取り付けた実体弾系装備や、ゼク・アインの第二種兵装と同型のビームスマートガンと複合レドームを取り付けた長距離攻撃仕様などの武装プランが用意されていた。さらに機動性向上のために脚部スラスターカバーを開放する改良が施されている。なお、本来の装備であるビーム・ライフルは、取り回しを優先してストックが切り詰められている。
連邦軍パイロットのマキシム・グナー大尉とともにT3部隊に送られ、部隊色の濃紺と淡紺、黄色の塗装に変更される。しかしグナー大尉は本機に搭乗してエゥーゴへ転向・脱走する。ティターンズは本機のさらなる強化によって高性能化（アドバンス化）改修の実験をおこなう予定であったが（通称「ガルバルディγ」）、機体の喪失により［アドバンスド・ヘイズル］に引き継がれる。

#### アドバンスド・ガルバルディβ
ウェブ企画『A.O.Z Re-Boot』に登場（型式番号：RMS-117 / ARZ-117）。
TR計画によるアドバンス化改修がほどこされた機体。機体各所に強化パーツが追加され、武装はフェダーイン・ライフルをベースとした改修型を携行する。バックパック上部には高機動型の高機動ブースター・ポッドから発展した［アドバンスド・ヘイズル］のマルチ・コネクター・ポッドを装備、［ヘイズル2号機］のトライ・ブースター・ユニット（以下TBU、シュツルム・ブースターはなし）や、高機動型で用意されていた各種武装プランを装備可能。
グリプス戦役における実機の運用は未確認とされるが、実際にはトリスタン艦隊が運用しており、戦役終結後に火星にもち込まれてジオン残党組織「レジオン」によって少数が生産されている。カラーリングは高機動型と同様のT3部隊カラー（塗り分けは一部異なる）と赤を基調とするレジオン・カラー、漆黒のブラックヘアーズ・カラーが確認できる。いずれもTBU装備だが、後者はユニット追加により大型化したシールド・ブースターを装備した機体も確認できる。

##### ガルバルディβ（建機仕様）
漫画『A.O.Z Re-Boot ガンダム・インレ-くろうさぎのみた夢-』に登場。
レジオンがアドバンスド・ガルバルディβを建機仕様に改造した機体。強化パーツは取り外されており、外観は通常のガルバルディβとほぼ同じだが、右胸にグラスルーフのコックピットが張り出している。宇宙世紀0091年の「輝ける星」作戦において、チェスターJr.率いる反乱軍によって実戦投入される。

## ガズアル / ガズエル
宇宙世紀0088年を舞台とする『機動戦士ガンダムΖΖ』に登場。「ガズR」「ガズL」とも表記される。メカニックデザインはガルバルディをもとに新規に起こされる予定であったが、却下されている。イメージ・カラーはワイン・レッドに金の装飾が候補にあったが、2機を区別するため変更された。
要人警護を目的として開発された機体で、そのベースとなったのはガルバルディβであるとも、ガルバルディα（B型）であるともいわれる。また、本機が連邦製のガルバルディβと外観が似ているのは、再設計に協力した旧ジオン公国系のアナハイムエレクトロニクス社の技術者によってネオ・ジオンにデータが渡ったためであるともいわれる。連邦軍が旧ジオン軍施設を用いて量産したガルバルディβとは異なり、本機はネオ・ジオン軍によって改良が常におこなわれており、出力、推力、装甲材質に至るまで高性能化されている。ガルバルディ系の機体設計が優秀であるため、改造は容易だったといわれる。
2機での連携運用が基本で、ショルダー・アーマーと前腕部アーマーの位置が左右逆である以外に性能差はない（ガズアルは右側、ガズエルは左側に装備）。儀仗用としての運用も考慮されているため、独特なカラーリングがほどこされている。シルバーを基調に、胴体部はガズアルが青、ガズエルが赤で、いずれも肩、胸、腰部スカート、脛にエングレービングが施されている。ロイヤル・ガードのナンバー1とナンバー2（『ΖΖ』第43話で崩れた建物の下敷きになって死亡）が搭乗する機体は全身シルバーで、ハマーン・カーンがキュベレイに搭乗する際には必ず護衛を担当する。キュベレイを中心として、右翼をガズアル、左翼をガズエルが固め、編隊を組む。
武装・装備
守備が目的であることから、接近戦用の武装を主体とする。
ビーム・キャノン兼大型ビーム・サーベル
バックパック上部に2基装備される。ビーム・キャノンとしての出力は3.8メガワット、サーベルでは1.0メガワット。2基を連結することでツイン・ランサーとなる。
ビーム・サーベル
前腕部甲(ガズRでは右腕、ガズLでは左腕)のアーマー内側に2基格納されている、通常型のビーム・サーベル（出力0.4メガワット）。
ビーム・ライフル
ゲルググ用のライフルに改良を加えたもの。ガズアルのはガルバルディβのものと同じく照準器が右側に付いているが、武装を左手で保持するガズエルのものは左側に付いている。
ヒート・ランス
先端部を赤熱化させ、敵装甲を貫く装備。旧式ではあるものの、威力は高い。
ショルダー・アーマー
ガズアルでは右肩、ガズエルでは左肩の大型装甲。もともと装飾として取り付けられたものだが、のちに内部スペースにミサイル・ランチャーや機雷の装備が検討され、改造されている。
劇中での活躍
『ΖΖ』第42話で初登場。ガズアルにニー・ギーレン、ガズエルにランス・ギーレンがそれぞれ搭乗し、強化人間となったキャラ・スーンが搭乗するゲーマルクに常に付き従う。サイド3の小惑星「キケロ」近傍で、ΖΖガンダムに搭乗するジュドー・アーシタの呼びかけに錯乱するキャラをなだめ、撤退する。第43話では、サイド3コロニー「コア3」でハマーンを襲撃するプルツーのキュベレイMk-IIと交戦、ガズエルはハマーンやミネバ・ザビを港のサダラーンまで運ぶ。第45話では、アクシズを占拠したグレミー・トトの叛乱軍と交戦、ラカン・ダカランのドーベン・ウルフと斬り結ぶ。第46話では入れ替わりに登場したニュータイプ部隊の前に一時撤退。その後のモウサ近傍での戦闘で、ダミー隕石から現れたラカンのドーベン・ウルフの砲撃からゲーマルクを守るため、ガズエルが盾となり撃破される。第47話では、ガズアルはゲーマルクとともに、ハマーンのキュベレイとΖΖガンダムの一騎討ちに割って入る量産型キュベレイの部隊と交戦するが、無数のファンネルの斉射を受け撃破される。
もともとはキュベレイを駆るニュータイプ部隊の護衛機で、同機の両翼を守るほか5機のガルバルディが周囲を警戒する設定であった（7機のパイロットは全員女性とされた）。

### ガズアル・グラウ / ガズエル・グラウ
宇宙世紀0092年を舞台とする漫画『機動戦士ムーンガンダム』に登場。メカニックデザインは形部一平。
第一次ネオ・ジオン抗争で本来のパイロットたちを失ったガズアル、ガズエルの改修機。親衛隊機の特徴である装飾は撤去され、機体色もグレーに変更されている。この変更にともない、ドイツ語で灰色を意味する「グラウ」の愛称が付けられる。ネオ・ジオン初代総帥の警護任務のためアタラント3に配備されるが、パイロットは親衛隊所属ではないアンスガル・ゴロンとクラース・バッケルが務める。配備後も実戦を交えた現地改修が行われ、本来とは異なる運用法が模索されていく。
独自の武装として、肩のスパイク部分を換装した六連装特殊ミサイルポッドを装備。ポッド側面には索敵用のモノアイが追加され、装填されるミサイルはIC制御で時間差稼動する弾頭を採用している。大型ビーム・サーベルは射撃機能を廃した代わりに、2基を連結することで双刀のビーム・ナギナタとして使用できる。
ロンド・ベルとの小競り合いの最中、友軍であるはずのシュランゲ隊の暴走により2機とも中破し、両機のパーツをニコイチで組み合わせた「ガズ・グラウBB」として復元される。

#### ガズ・グラウBB
ガズエル・グラウをベースに、ガズアル・グラウのパーツを共食い整備して完成した急造機。アシンメトリー（左右非対称）を排したもとのガズタイプとしたうえで、グラウの改造パーツが組まれている。名称の「BB」は、「ベスト・オブ・ボス」（いいとこ取り）の略とも言われている。パイロットはガズエル・グラウに引き続いてクラース・バッケルが務める。
武装は改修前と基本的に同じで、左右の肩と腕には六連装ミサイルポッドとショート・シールドを装備している。